# Duo neng bi shi
Das chinesische Buch Duo neng bi shi (chinesisch 多能鄙事, Leicht gemachte Routinearbeiten) von Liu Ji (1311–1375), einem Beamten aus der Frühzeit der Ming-Dynastie, ist ein Kompendium zu Getränken und Speisen, Kleidung, Rezepturen, Landwirtschaft und Gartenbau sowie Viehzucht. Das Werk verwendet häufig Material aus früheren Werken wie z. B. dem Jujia biyong shilei quanji (Vollständige Sammlung wichtiger Fertigkeiten für den Haushalt) der Mongolen-Zeit. Das gesamte Werk umfasst zwölf Kapitel. Kapitel 1 bis 4 sind den Getränken und Speisen gewidmet. Darin werden z. B. Fermentation (von alkoholischen Getränken, Essig, schwarzen Würzbohnen oder Jiang-Soße), Lebensmittelherstellung und Kochrezepte behandelt. Ein früher Druck stammt aus dem 19. Jahr der Jiajing-Ära (1540) der Ming-Dynastie, eine moderne Ausgabe ist 2002 im Verlag Shanghai guji chubanshe in Shanghai erschienen.